# 新埔上枋寮劉宅
24°50′17″N 121°02′58″E / 24.838036°N 121.049377°E
新埔上枋寮劉宅，又名雙堂屋，是位於臺灣新竹縣新埔鎮上寮里的傳統宅院，乾隆四十六年（1781年）草創，同治二年（1863年）重建，大正至昭和年間擴大，今列新竹縣縣定古蹟。

## 樣貌

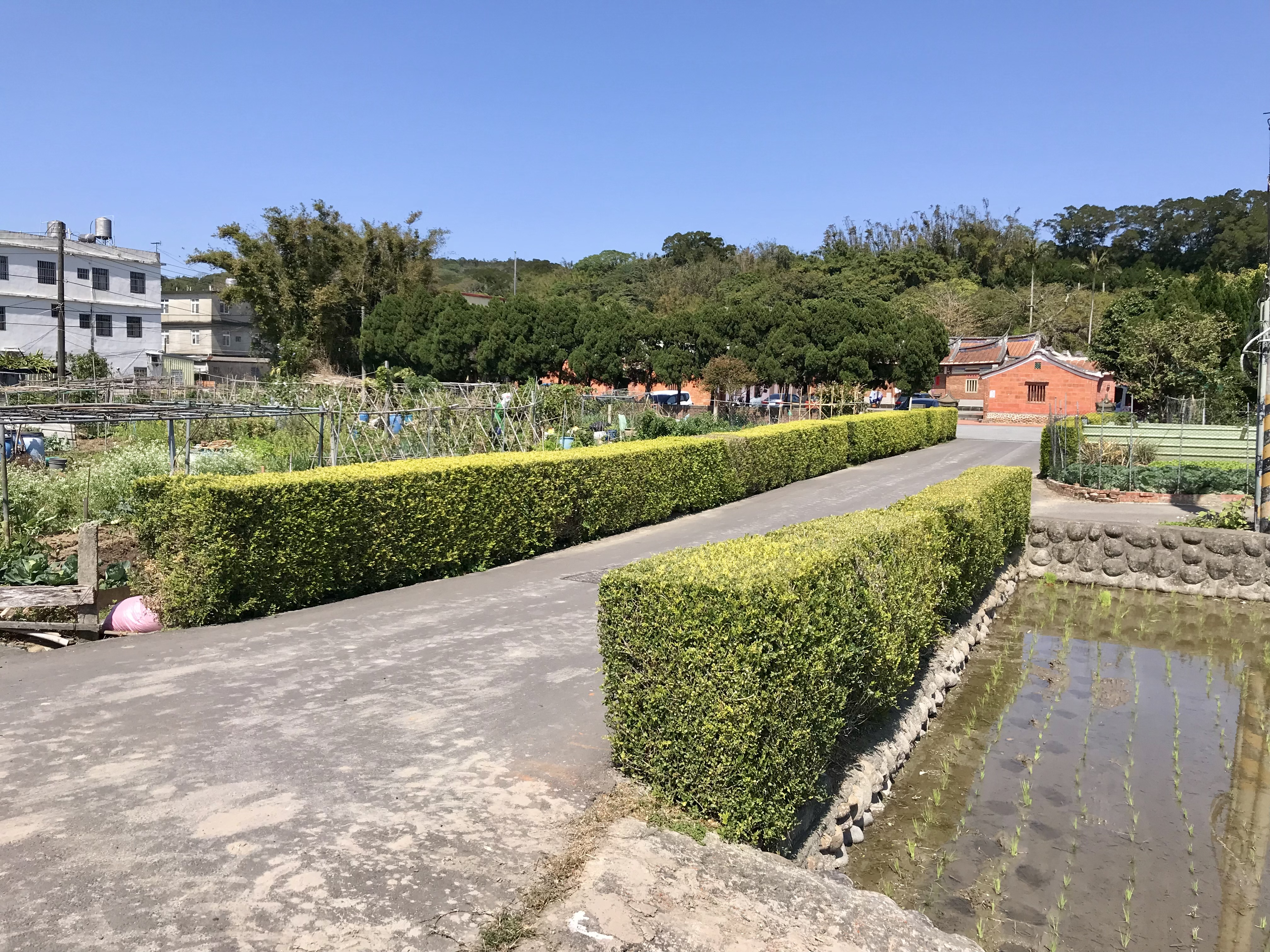
入口

新埔鎮枋寮地區以燒炭窩溪為界，以西的下枋寮以林、魏、余和陳姓居民為主，以東的上枋寮由劉氏為大族。從褒忠亭義民廟往新埔鎮市區開去，就能在公路旁見到上枋寮劉宅。此建物自1985年列為三級古蹟後，成為臺灣旅遊的景點。附近則有台灣高鐵軌道、枋寮庄自行車道。
上枋寮劉宅整體格局是以三合院與四合院的配置，以子孫居住的橫屋圍繞著宗祠並且屋頂高到低，以現尊卑倫理。建築基地面積約三萬平方公尺，坐東北朝西南，背負山丘，面臨平原。

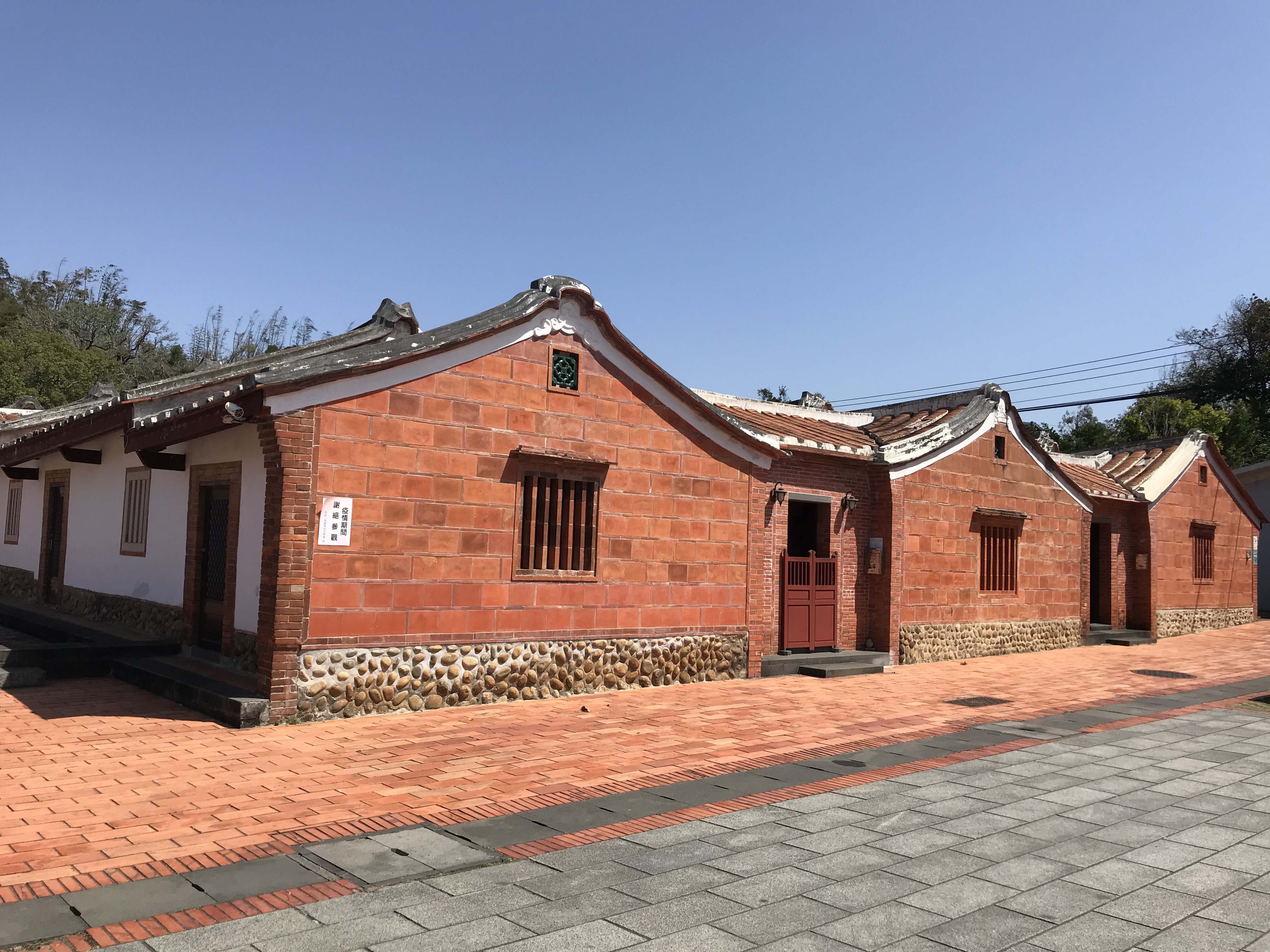
左橫屋

宅院前升旗台的家族旗，為1994年由族人劉榮基提議掛置。此旗為劉榮基次女劉麗娟取自正廳高花窗的圖形設計，以黃白紅四色各象徵為帝王之後、藍天之下皆有族人、渡海開墾、代代裔孫心心相連。升旗台是1938年建，由來是臺灣日治時期劉氏家族獲選為新竹州的模範部落，用來懸掛日本國旗所用。

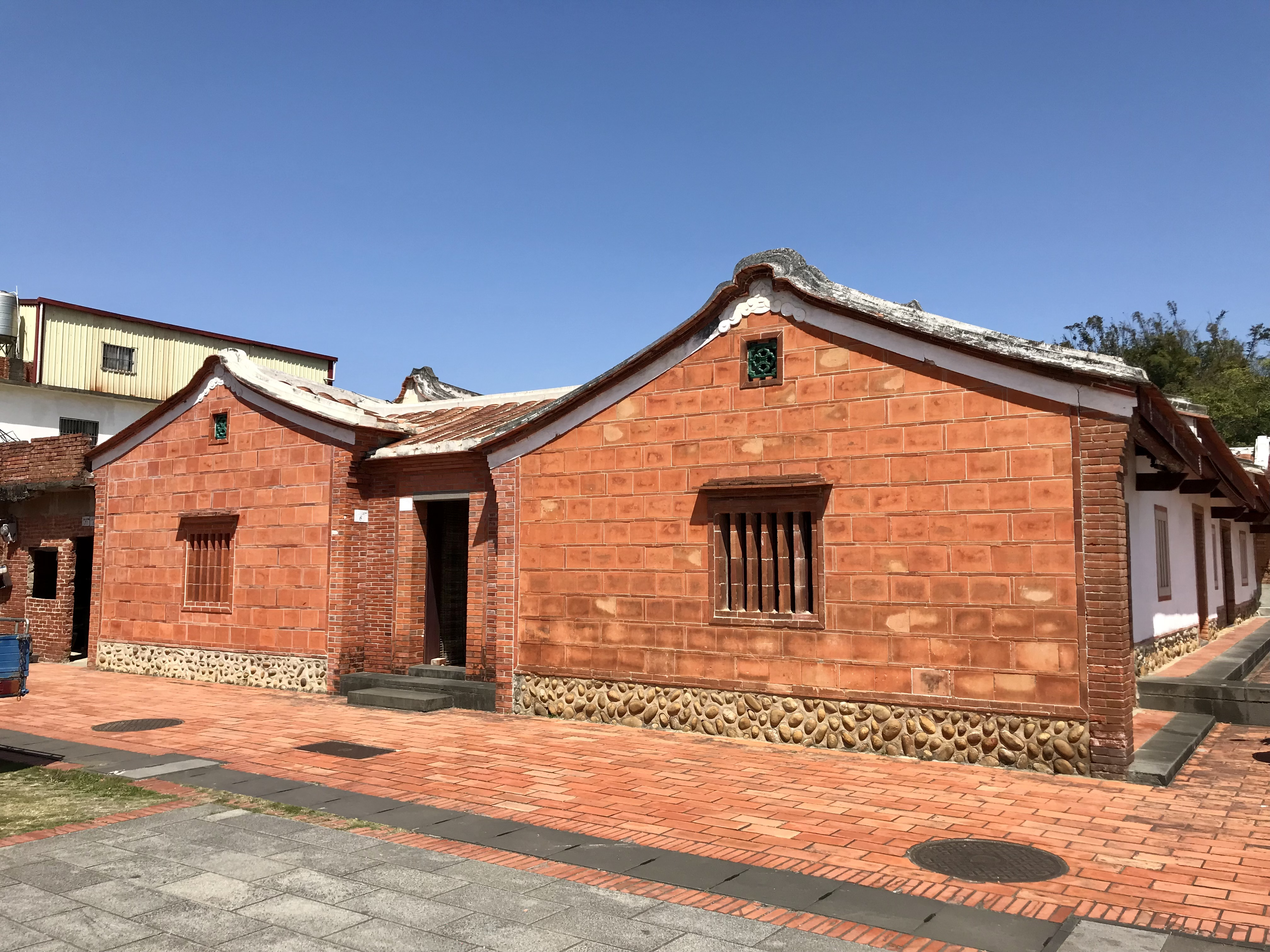
右橫屋

佔地數百坪的禾埕兩邊是橫屋，後邊是作為宗祠的正屋。禾埕是劉家活動的重心，舉凡與族群生活、節慶、產業等等均在此進行。原先前後堂的宗祠加上左右三個橫屋，屬於二堂六橫合院式宅第，2000年代初因右外橫屋改建鋼筋混凝土建築，而呈二堂五橫。牆體則都採用就地取材的鵝卵石、斗砌或平砌紅磚。
正屋寬達五開間，中央的三開間為宗祠門廳，外側兩開間為通道式的過廊。門廳上書「鐵漢家聲」，取自外號「鐵漢」的劉安世及劉繹，以勉子孫守法公正。僅有門廳屋頂用起翹昂揚的燕尾脊，其餘採圓頭馬背，構成明顯對比。
門廳與正廳間，隔著中央的天井與兩側的迴廊而格局為四合院，可強化祭祀重要性，也滿足私密性與防禦性需求。其春、秋祭分別是農曆正月初四、八月初二。

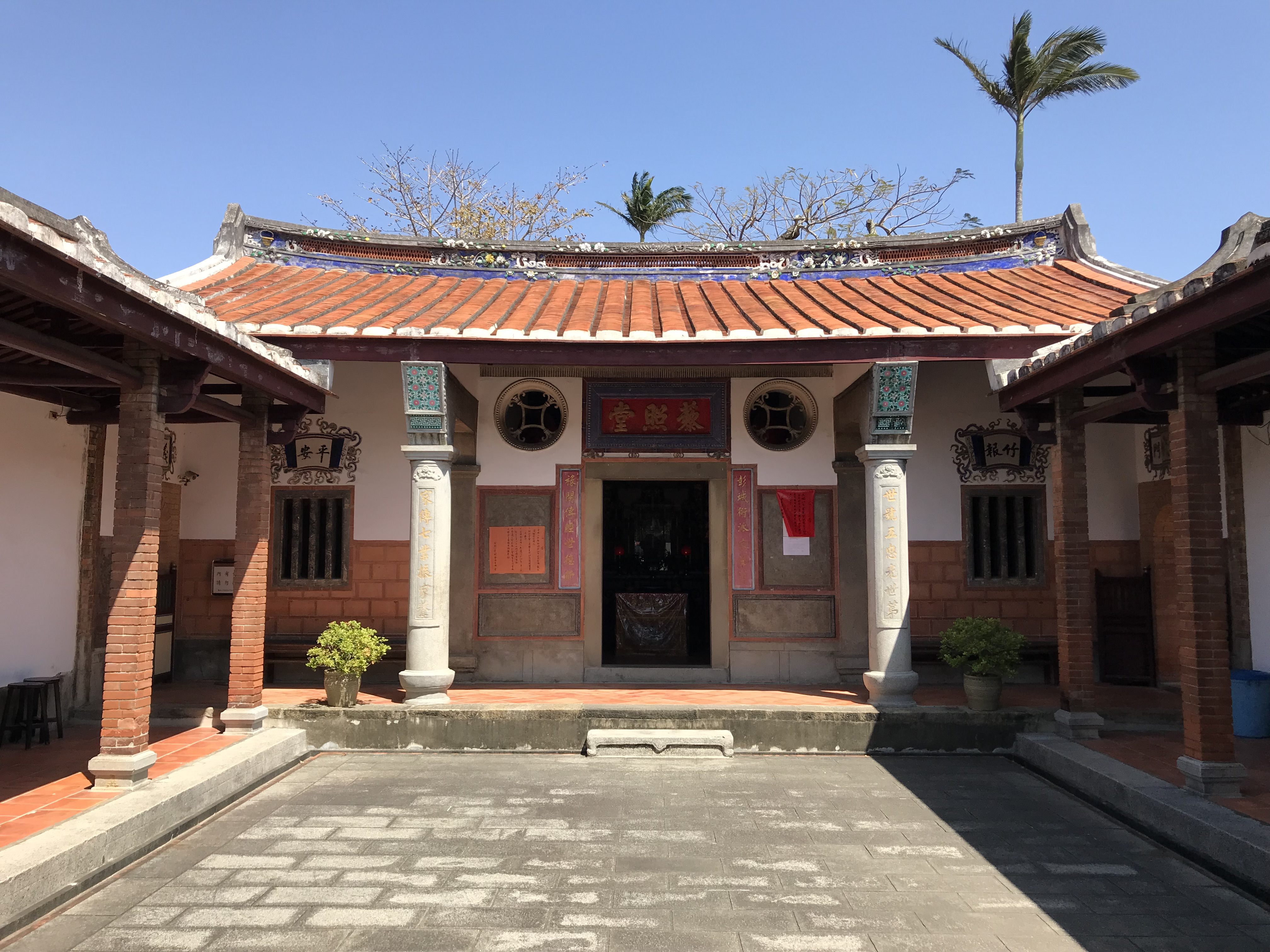
正廳

宗祠正廳「蔾照堂」取自劉向「藜燄照十行之簡」之典，以勵子孫讀書。「蔾照堂」橫匾左右各有一扇大圓窗，形如古錢，都以雕鐫而成。中央的神龕相傳為乾隆年間詹氏攜子渡海來臺灣時所置，至同治二年（1863年）修建時才改置較大的神龕。除懸掛「克繩祖武」匾額，牆面書卷形的彩繪裝飾，上書「禮門」、「義路」、「竹報」、「平安」。牆懸掛著輩系詩，為「信宗友汝文，廷應良維存，寧延千萬世，永建福昌醇，正學開鴻運，芳聲接遠昆，德心隆玉葉，科甲鎮乾坤」。來臺祖劉延轉夫妻遺像一旁有一只竹籃，是劉延轉母親詹氏從廣東原鄉所攜來。此外還展示貢生的敕令、玉印等。為族人劉永廷在光緒十八年（1892年）四十歲時，捐輸銀五十七兩給福建台灣海防，而准作貢生。
宅院後面東邊山麓的家族納骨塔，原是1958年由族人劉天楨發起，1960年完工，以農曆二月初二為掃墓日，至1973年塔位已滿。1983年，經親族大會上決議遷建，選定公廳後的共有土地加上劉昌梧等人的奉獻、購入毗鄰的旱地，建立名為「瑞閣園」的家族墓園。墓園除有石象、石獅，還保留了早期碾米用的石輪，既做裝飾也勉勵子孫記取先人開拓。自1984年後，掃墓日改為清明節。

## 歷史

### 建立
新埔上枋寮劉家的先祖為生於康熙二十四年（1685年）的劉瑞閣，據後代說是雜貨商。劉瑞閣娶兩房，與康熙四十四年（1705年）生的元配詹氏生長子劉延轉、三子劉延臼，與二房潘氏生次子劉延輪、四子劉延楹。劉瑞閣出身的廣東潮州府饒平縣光德鄉元歌都中饒堡揚康村為潮汕民系，以劉信卿為共同先祖。在廣東有紀念劉安世的鐵漢祠，這也成了上枋寮劉家宅的典故。
劉瑞閣在乾隆十四年（1749年）於原鄉去世後，五十歲的詹氏將次子劉延輪留守原鄉，於乾隆二十年（1755年）帶劉延轉、劉延臼、劉延楹到臺灣。他們先住在新竹香山鹽水港，後來劉延臼的子孫多回原鄉。劉延輪兒子劉萬謨後來也至臺灣，後代住於楊梅。
為利用新埔上、下枋寮的樟樹資源，開闢燒炭寮古道後，枋寮成為新埔、湖口老街兩地間的貿易、交通要徑。文史工作者陳運棟研究，劉延轉便在乾隆四十六年（1781年）遷至新埔枋寮。據說當年蓋住宅前，還先找地理師探勘後選定。初建時因經濟困難，僅是泥磚築牆、茅草鋪頂的茅草屋。乾隆五十一年（1786年），詹氏去世。

### 擴建

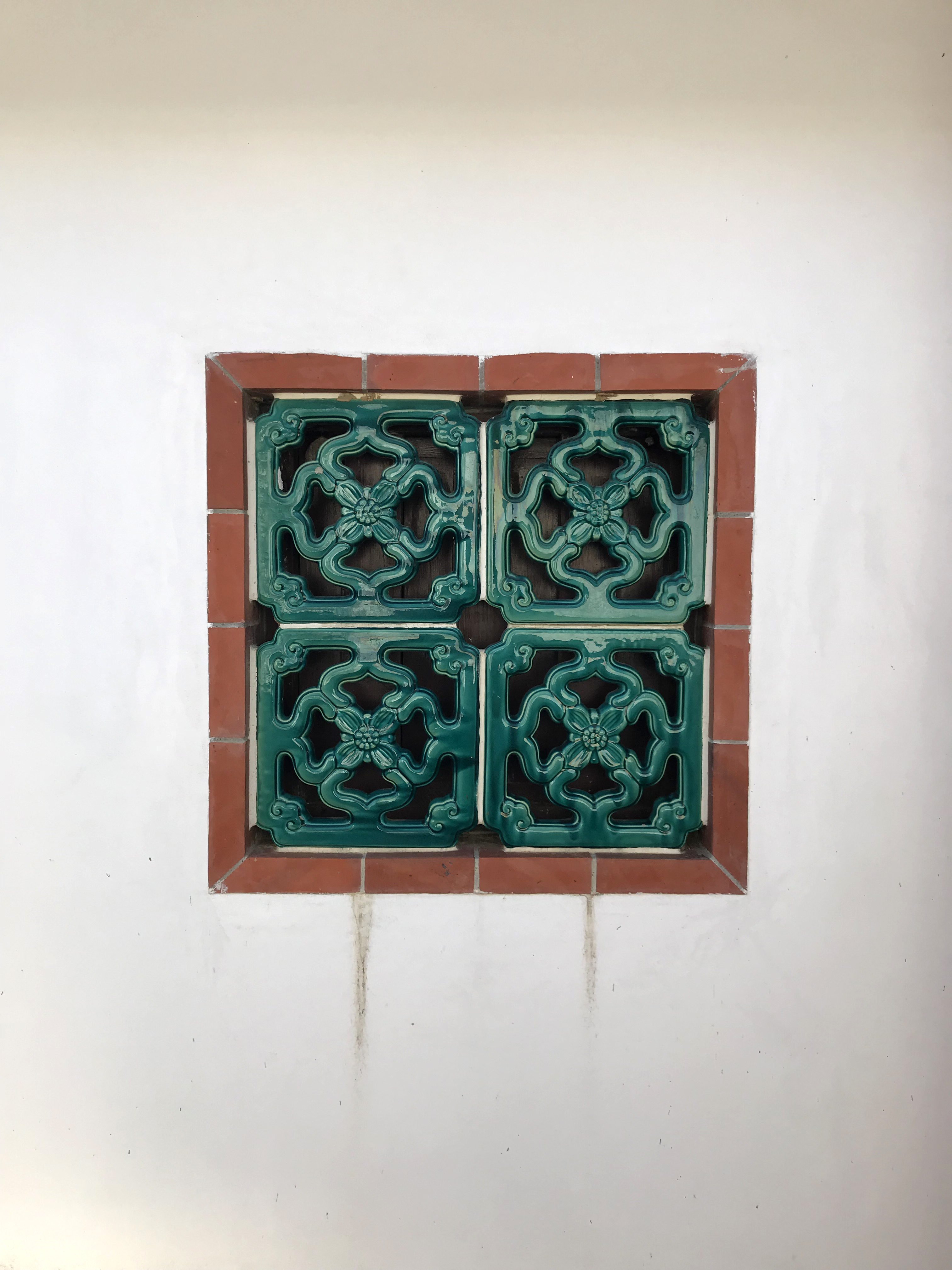
窗花

據子孫總幹事劉榮基表示，他們家族的發跡可能是來臺第三代的劉鍾秀娶了平埔族竹塹社的潘姓女子作二房，遂聯姻獲得土地。早期來新埔的漢人是需向平埔族租地耕種，還因此在枋寮太平窩發生殺人事件。之後，劉鍾秀第五子劉耀文增購太平窩山林二十餘甲與雙堂屋後鄰近山林二甲多、塘壢等地水田二甲多，新弓田的水田五甲多，奠定今日莊園的範圍。
同治元年（1862年），上枋寮劉宅毀於戴潮春事件，次年重建時改為瓦頂。因宗祠有前後堂，而被稱為「雙堂屋」。在正月初四時，會開宗親大會以定下該年的掃墓方式與時間、共乘等細節。
大正七年（1918年），族人劉福清主持擴建，將原有家屋形制加建左右三槓橫屋，昭和三年（1928年）完工後呈現二堂六橫式的平面格局。建築風格屬於閩南式，也有洗石子牆、磨石子柱等日式工法。完工時宅邸有九十九間房室，足夠讓三百族人居住，日後改建只剩六十五間房室。

### 修護
1999年九二一地震，正廳簷廊樑柱龜裂、牆體受損，而獲行政院九二一震災災後重建推動委員會補助新台幣五千萬元。2000年10月16日，新竹縣政府通過預算書審查程序。2001年6月，慶洋營造施工開工修復。2003年9月13日上午修復落成時，客委會副主委吳永斌、新埔鎮長范曰富、多位縣議員皆前往，祭祀公業劉學悟管理會總幹事劉榮基與二千名劉氏後代子孫返鄉參與。「學悟」為劉延轉的表字。
在雙堂屋出生長大的劉榮基，為掛念父親劉福清完成的祖宅，自願在此維護與擔任解說。建物因管理會維護良好，獲政府在2015年依「古蹟歷史建築管理維護評鑑獎勵計畫」，得到第二屆全國古蹟歷史建築管理維護工作有特殊表現獎。

## 外部連結
新埔上枋寮劉宅的Facebook專頁